# Breg Mokrički
Breg Mokrički – wieś w Chorwacji, w żupanii zagrzebskiej, w mieście Sveti Ivan Zelina. W 2011 roku liczyła 45 mieszkańców.